# Berberis asmyana
Berberis asmyana är en berberisväxtart som beskrevs av Camillo Karl Schneider. Berberis asmyana ingår i släktet berberisar, och familjen berberisväxter. Inga underarter finns listade i Catalogue of Life.